# Ho Hsin-chun

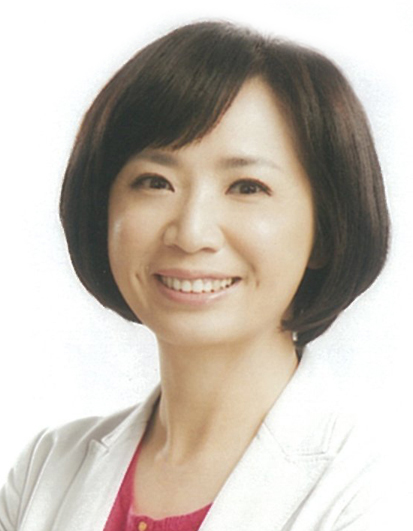
Ho Hsin-chun (18. Dezember 2015)

Ho Hsin-chun (chinesisch 何欣純, Pinyin Hé Xīnchún, W.-G. Ho Hsin-ch'un; * 18. Dezember 1973 im Landkreis Taichung) ist eine Politikerin der Republik China (Taiwan) der Demokratischen Fortschrittspartei DPP (Democratic Progressive Party), die seit 2012 Mitglied des Legislativ-Yuan ist.

## Leben
Ho Hsin-chun begann nach dem Besuch der Tu Cheng Elementary School, der Cheng Kong Junior High School und der Taichung Girls’ Senior High School ein grundständiges Studium an der Cheng-Kung-Nationaluniversität (NCKU), welches sie mit einem Bachelor beendete. Ein postgraduales Studium im Fach Frauenforschung an der University of York schloss sie mit einem Bachelor of Arts (BA Women’s Studies) ab. Ihr politisches Engagement für die DPP begann sie als Mitglied des Rates des damaligen Landkreises Taichung, dem sie in der 15. und 16. Wahlperiode angehörte. Nach der Eingemeindung des Landkreises Taichung in die neugeschaffene regierungsunmittelbare Stadt Taichung am 25. Dezember 2010 wurde sie Mitglied des ersten Stadtrates.
Bei der Wahl des Legislativ-Yuans am 14. Januar 2012 wurde Ho Hsin-chun für die Demokratische Fortschrittspartei im Wahlbezirk 7 Taichung City erstmals zum Mitglied des Legislativ-Yuan gewählt und gehört dieser seither an. In der achten Legislaturperiode (2012 bis 2016) war sie von der ersten bis zur achten Legislaturperiode Mitglied des Ausschusses für Bildung und Kultur (Education and Culture Committee) sowie zusätzlich in der ersten und zweiten Sitzungsperiode Mitglied des Ausgabenprüfungsausschusses (Expenditure Examination Committee) sowie in der fünften Sitzungsperiode auch Mitglied des Disziplinarausschusses (Discipline Committee).

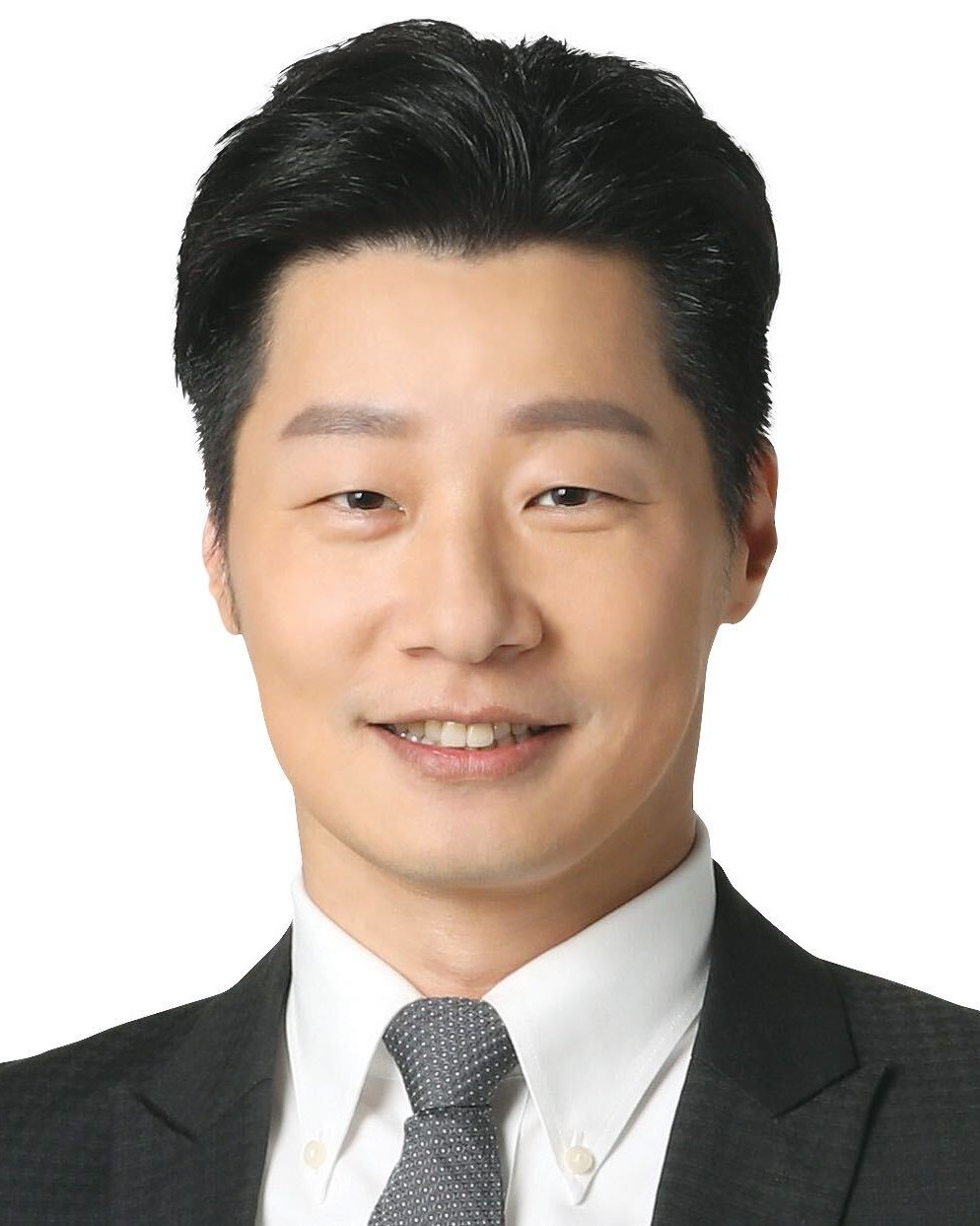
Ho Hsin-chuns Cousin ist der Bandleader der Extreme-Metal-Band Chthonic und Mitbegründer der New Power Party Freddy Lim, der seit 2016 ebenfalls Mitglied des Legislativ-Yuan ist.

Ho Hsin-chun wurde für die DPP bei der Wahl am 16. Januar 2016 im Wahlbezirk 7 Taichung City wiedergewählt und war in der neunten Legislaturperiode (2016 bis 2020) in der ersten bis zur vierten Sitzungsperiode weiterhin Mitglied des Ausschusses für Bildung und Kultur sowie zusätzlich in der zweiten Sitzungsperiode auch wieder Mitglied des Disziplinarausschusses sowie des Ausgabenprüfungsausschusses, ehe sie von der fünften bis zu zur achten Sitzungsperiode Mitglied des Ausschusses für Auswärtige Angelegenheiten und nationale Verteidigung (Foreign Affairs and National Defense Committee) war. Darüber hinaus war sie in der vierten Sitzungsperiode Sekretär und danach in der fünften Sitzungsperiode Generaldirektorin der DPP-Fraktion.
Bei der Wahl am 11. Januar 2020 wurde Ho Hsin-chun im Wahlbezirk 7 Taichung City wiedergewählt. In der aktuellen zehnten Legislaturperiode (2020 bis 2024) ist sie seit der ersten Sitzungsperiode Mitglied des Ausgabenprüfungsausschusses und war unter anderem in der ersten Sitzungsperiode Mitglied des Verkehrsausschusses (Transportation Committee), in der dritten und vierten Sitzungsperiode des Wirtschaftsausschusses (Economics Committee) sowie in der fünften und sechsten Sitzungsperiode des Ausschusses für Bildung und Kultur.
Ihr Cousin ist der Musiker, Aktivist, Bandleader der Extreme-Metal-Band Chthonic und Mitbegründer der New Power Party Freddy Lim (* 1976), der seit 2016 ebenfalls Mitglied des Legislativ-Yuan ist.